# Elzange
Elzange là một xã trong vùng Grand Est, thuộc tỉnh Moselle, quận Thionville-Est, tổng Metzervisse. Tọa độ địa lý của xã là 49° 21' vĩ độ bắc, 06° 17' kinh độ đông. Elzange nằm trên độ cao trung bình là 164 mét trên mực nước biển, có điểm thấp nhất là 157 mét và điểm cao nhất là 306 mét. Xã có diện tích 41,01 km², dân số vào thời điểm 1999 là 701 người; mật độ dân số là 174 người/km². Xã nằm khoảng 9 km về phía đông của Thionville, thuộc Pháp từ năm 1661.

## Thông tin nhân khẩu
| 1962 | 1968 | 1975 | 1982 | 1990 | 1999 |
| ---- | ---- | ---- | ---- | ---- | ---- |
| 599  | 706  | 537  | 448  | 656  | 701  |